# Скай Лопес
Скай Лопес (на английски: Sky Lopez) е артистичен псевдоним на американската порнографска актриса Кори Р. Флорис (Corrie R. Floris), родена на 23 декември 1975 г. в Стилуотър, щата Минесота, САЩ.

## Награди и номинации
Номинации за награди
- 2007: Номинация за AVN награда за най-добра секс сцена само с момичета.[3]